# Halesia
Halesia es un género  de plantas pertenecientes a la familia Styracaceae.  Es un pequeño género con especies de grandes arbustos o pequeños árboles de hoja caduca, nativas del este de Asia (sureste de China ) y del este América del Norte (sur de Ontario, Canadá, al sur de la Florida y el este de Texas, Estados Unidos). Comprende 13 especies descritas y de estas, solo 2 aceptadas.

## Descripción
Crecen hasta un tamaño de 5-20 m de altura (raramente a 39 m), y tienen hojas alternas, ovales y simples de 5-16 cm de largo y 3-8 cm de ancho. Las flores son colgantes de color rosa,  blanco o pálido, producidas en los cúmulos abiertos de 2-6 juntas, cada una de 1-3 cm de largo. El fruto es una drupa seca de 2-4 cm de largo, con dos o cuatro costillas longitudinales estrechas o con alas.

## Taxonomía
El género fue descrito por J.Ellis ex L. y publicado en Systema Naturae, Editio Decima 2: 1041, 1044, 1369. 1759. La especie tipo es: Halesia carolina L. 

## Especies aceptadas
A continuación se brinda un listado de las especies del género Halesia aceptadas hasta septiembre de 2014, ordenadas alfabéticamente. Para cada una se indica el nombre binomial seguido del autor, abreviado según las convenciones y usos.
- Halesia carolina L.
- Halesia macgregorii Chun